# لیندا هیل
لیندا هیل (انگلیسی: Lynda Hale) بازیکن سابق فوتبال اهل انگلستان است.

## تیم ملی
وی همچنین در تیم ملی فوتبال زنان انگلستان بازی کرده است. لیندا هیل اولین بازی خود را برای انگلیس در برابر اسکاتلند در ۱۸ نوامبر ۱۹۷۲ انجام داد که در آن انگلیس با نتیجه ۳–۲ برد.